# 稲垣克臣
稲垣 克臣（いながき かつおみ、1969年9月30日 - ）は、日本の男性元総合格闘家。長野県佐久市出身。パンクラス稲垣組主宰。

## 来歴
中学、高校時代は柔道を行っていた。長野県野沢北高等学校卒業、明治大学を中退し、プロフェッショナルレスリング藤原組に入団。練習生としてデビューを目指していたが、1992年12月の船木誠勝・鈴木みのるを筆頭とした選手大量離脱に帯同し、藤原組を退団。
1993年1月31日、第2回トーワ杯カラテジャパンオープンに出場、2回戦は勝利したものの、3回戦で正道会館の金泰泳に右バックブローでKO負けを喫した。

### パンクラス
1993年9月21日、パンクラス旗揚げ戦の第1試合においてプロデビュー、鈴木みのると対戦。チョークスリーパーにより、一本負けを喫した。稲垣克臣のリングネームでデビューした。
1998年11月29日、同年9月のバス・ルッテン戦でデビューし大物新人として脚光を浴びた渡部謙吾のデビュー2戦目の相手を務め、判定勝ちを収める。
1999年7月6日、和術慧舟會の平松泰朗とパンクラチオンマッチ（オープンフィンガーグローブ着用による、頭突き・肘・パウンド有りのヴァーリトゥードルール）で対戦。5分58秒でパウンド連打による豪快なKO勝ち。
2003年6月22日、パンクラスで行なわれた引退試合で國奥麒樹真と対戦し、チョークスリーパーで一本負けを喫した。
引退後は、パンクラス大阪でインストラクターを務めながら、「パンクラス稲垣組」の代表として後進の指導に当たっている。

## 戦績

### 総合格闘技
| 総合格闘技 戦績 | 総合格闘技 戦績 | 総合格闘技 戦績 | 総合格闘技 戦績 | 総合格闘技 戦績 | 総合格闘技 戦績 | 総合格闘技 戦績 |
| --------------- | --------------- | --------------- | --------------- | --------------- | --------------- | --------------- |
| 44 試合         | (T)KO           | 一本            | 判定            | その他          | 引き分け        | 無効試合        |
| 18 勝           | 2               | 6               | 10              | 0               | 3               | 0               |
| 23 敗           | 2               | 13              | 8               | 0               | 3               | 0               |

| 勝敗 | 対戦相手                         | 試合結果                               | 大会名                                                                              | 開催年月日     |
| ×    | 國奥麒樹真                       | 1R 4:10 チョークスリーパー             | PANCRASE 2003 HYBRID TOUR                                                           | 2003年6月22日  |
| ×    | 入江秀忠                         | 15分終了 エクストラポイント0-4         | キングダム・エルガイツ The Road to bankrupt or yoyogi 第10戦 〜ターニングポイント〜 | 2001年11月21日 |
| ×    | 高橋義生                         | 1:38 肩固め                            | PANCRASE 2001 PROOF TOUR                                                            | 2001年8月25日  |
| ○    | 松永裕央                         | 10分終了 判定3-0                       | PANCRASE 2000 TRANS TOUR                                                            | 2000年2月27日  |
| ×    | 太田浩史                         | 10分終了 判定0-3                       | PANCRASE 1999 BREAKTHROUGH TOUR                                                     | 1999年12月18日 |
| ×    | 石井大輔                         | 10分+延長3分終了 判定0-3               | PANCRASE 1999 BREAKTHROUGH TOUR                                                     | 1999年10月25日 |
| ×    | セーム・シュルト                 | 8:23 KO（膝蹴り）                      | PANCRASE 1999 BREAKTHROUGH TOUR                                                     | 1999年9月4日   |
| ○    | 平松泰朗                         | 5:58 ギブアップ（グラウンドパンチ）    | PANCRASE 1999 BREAKTHROUGH TOUR 【パンクラチオンマッチ】                            | 1999年7月6日   |
| ○    | 渡辺大介                         | 7:44 チョークスリーパー                | PANCRASE 1999 BREAKTHROUGH TOUR                                                     | 1999年4月18日  |
| ×    | 伊藤崇文                         | 10分終了 判定0-2                       | PANCRASE 1999 BREAKTHROUGH TOUR                                                     | 1999年1月19日  |
| ○    | 渡部謙吾                         | 10分終了 判定2-0                       | PANCRASE 1998 ADVANCE TOUR                                                          | 1998年11月29日 |
| ×    | 渋谷修身                         | 10分終了 判定0-3                       | PANCRASE 1998 ADVANCE TOUR                                                          | 1998年10月4日  |
| △    | 山田学                           | 10分+延長3分終了 判定0-0               | PANCRASE 1998 ADVANCE TOUR                                                          | 1998年9月14日  |
| ○    | 石井大輔                         | 10分+延長3分終了 判定3-0               | PANCRASE 1998 ADVANCE TOUR                                                          | 1998年7月26日  |
| △    | 高橋義生                         | 3分2R終了 判定0-0                      | PANCRASE 1998 ADVANCE TOUR                                                          | 1998年6月21日  |
| ○    | ウェスリー・ガサウェイ           | 10分終了+延長R 0:51 スリーパーホールド | PANCRASE 1998 ADVANCE TOUR                                                          | 1998年5月12日  |
| ○    | 伊藤崇文                         | 10分終了 判定（ロストポイント0-2）     | PANCRASE 1998 ADVANCE TOUR                                                          | 1998年3月18日  |
| △    | 冨宅飛駈                         | 10分+延長3分終了 判定1-0               | PANCRASE 1998 ADVANCE TOUR                                                          | 1998年3月1日   |
| ×    | 船木誠勝                         | 2:36 チキンウィングアームロック        | PANCRASE 1998 ADVANCE TOUR                                                          | 1998年2月6日   |
| ○    | 金宗王                           | 4:39 腕ひしぎ十字固め                  | PANCRASE 1998 ADVANCE TOUR                                                          | 1998年1月16日  |
| ○    | 長谷川悟史                       | 10分終了 判定3-0                       | PANCRASE TOUR 1996 TRUTH                                                            | 1996年10月8日  |
| ○    | 山宮恵一郎                       | 10分終了 判定2-0                       | PANCRASE TOUR 1996 TRUTH                                                            | 1996年9月7日   |
| ×    | バス・ルッテン                   | 14:07 TKO（ポイントアウト）            | PANCRASE TOUR 1996 TRUTH                                                            | 1996年4月7日   |
| ×    | 船木誠勝                         | 1:14 膝十字固め                        | PANCRASE TOUR 1996 TRUTH                                                            | 1996年3月2日   |
| ×    | ジェイソン・デルーシア           | 4:56 肩固め                            | PANCRASE TOUR 1996 TRUTH                                                            | 1996年1月28日  |
| ×    | ウェイン・シャムロック           | 3:19 肩固め                            | パンクラス 1995 EYES OF BEAST                                                       | 1995年12月14日 |
| ○    | ヴァーノン・"タイガー"・ホワイト | 10分終了 判定2-0                       | パンクラス 1995 EYES OF BEAST                                                       | 1995年11月4日  |
| ×    | ラリー・パパドポロス             | 10分終了 判定（ロストポイント1-0）     | パンクラス 1995 EYES OF BEAST                                                       | 1995年9月1日   |
| ×    | 伊藤崇文                         | 20分終了 判定0-3                       | パンクラス 1995 EYES OF BEAST 【ネオブラッド・トーナメント 準決勝】                 | 1995年7月23日  |
| ○    | 渋谷修身                         | 10分終了 判定3-0                       | パンクラス 1995 EYES OF BEAST 【ネオブラッド・トーナメント 1回戦】                  | 1995年7月22日  |
| ○    | トーン・ステリング               | 17:43 TKO（レフェリーストップ）        | パンクラス 1995 EYES OF BEAST                                                       | 1995年6月13日  |
| ○    | 渋谷修身                         | 10分終了 判定2-0                       | パンクラス 1995 EYES OF BEAST                                                       | 1995年5月13日  |
| ×    | アレックス・クック               | 9:23 ヒールホールド                    | パンクラス 1995 EYES OF BEAST                                                       | 1995年3月10日  |
| ×    | フランク・シャムロック           | 6:14 チョークスリーパー                | パンクラス 1995 EYES OF BEAST                                                       | 1995年1月26日  |
| ○    | グレゴリー・スミット             | 5:18 レッグロック                      | パンクラス KING OF PANCRASE TOURNAMENT                                              | 1994年12月17日 |
| ×    | グレゴリー・スミット             | 15分終了 判定（ロストポイント1-0）     | パンクラス 1994 ROAD TO THE CHAMPIONSHIP                                            | 1994年9月1日   |
| ×    | ヴァーノン・"タイガー"・ホワイト | 4:15 ヒールホールド                    | パンクラス 1994 ROAD TO THE CHAMPIONSHIP                                            | 1994年7月26日  |
| ×    | 山田学                           | 2:04 膝十字固め                        | パンクラス 1994 ROAD TO THE CHAMPIONSHIP                                            | 1994年5月31日  |
| ○    | マット・ヒューム                 | 30分終了 判定（ロストポイント0-2）     | パンクラス 1994 PANCRASH!                                                           | 1994年4月21日  |
| ○    | ジェームス・マシューズ           | 2:27 ヒールホールド                    | パンクラス 1994 PANCRASH!                                                           | 1994年3月12日  |
| ×    | 高橋義生                         | 5:41 チョークスリーパー                | パンクラス 1994 PANCRASH!                                                           | 1994年1月19日  |
| ×    | 冨宅飛駈                         | 6:18 チョークスリーパー                | パンクラス 1993 YES, WE ARE HYBRID WRESTLERS                                        | 1993年12月8日  |
| ×    | ヴァーノン・"タイガー"・ホワイト | 22:04 TKO（ドクターストップ）          | パンクラス 1993 YES, WE ARE HYBRID WRESTLERS                                        | 1993年11月8日  |
| ○    | ヨーブ・ファン・ダム             | 4:48 KO（ローキック）                  | パンクラス 1993 YES, WE ARE HYBRID WRESTLERS                                        | 1993年10月14日 |
| ×    | 鈴木みのる                       | 3:25 チョークスリーパー                | パンクラス 1993 YES, WE ARE HYBRID WRESTLERS                                        | 1993年9月21日  |

### グラップリング
| 勝敗 | 対戦相手   | 試合結果          | 大会名                                                 | 開催年月日    |
| ×    | 鈴木みのる | 5分1R終了 判定0-3 | PANCRASE 2002 SPIRIT TOUR 【キャッチレスリングルール】 | 2002年2月17日 |

### エキシビション
| 勝敗 | 対戦相手 | 試合結果 | 大会名           | 開催年月日    |
| -    | 前田吉朗 | 2分1R    | 前田吉朗引退興行 | 2022年4月10日 |